# الإعاقة في نيجيريا
الإعاقة في نيجيريا، يقدر عدد الأشخاص ذوي الإعاقة في دولة نيجيريا في إفريقيا، من 3 ملايين شخص إلى أكثر من 25 مليونًا يعانون من إعاقات بدرجات متفاوتة. انضمت نيجيريا إلى اتفاقية حقوق الأشخاص ذوي الإعاقة في الأمم المتحدة، يحظر القانون النيجيري التمييز ضد الأشخاص ذوي الإعاقة.

## الانتشار
وفق التقرير العالمي عن الإعاقة، الذي نشر عام 2011، حوالي 25 مليون نيجيري يعانون من إعاقة واحدة على الأقل، في حين أن 3.6 مليون منهم يعانون من صعوبات كبيرة للغاية في الأداء.
وفق تعداد النيجيري لعام 2006 يوجد 3,253,169 شخصًا من ذوي الإعاقة، أو 2.32% من إجمالي السكان البالغ 140,431,790 نسمة في ذلك العام.
في عام 2020، قدر أن هناك أكثر من 27 مليون نيجيري يعيشون مع شكل من أشكال الإعاقة.

## أنواع الإعاقات الأكثر شيوعاً في نيجيريا
فقدان الأطراف والاستخدام المحدود لها.
- إصابات العمود الفقري.

- صعوبات السمع.

- صعوبات الرؤية.

- صعوبة الكلام ونقل الرسائل.

- التخلف العقلي والأمراض العقلية.

## الدور الحكومي وخدمة ذوي الإعاقة
صادقت حكومة نيجيريا على اتفاقية الأمم المتحدة لحقوق الأشخاص ذوي الإعاقة في 30 مارس 2007، وتولت وزارة شؤون المرأة والتنمية الاجتماعية تقديم تقارير برامج دعم ذوي الإعاقة.
بعد تسع سنوات من تصديق نيجيريا على اتفاقية الأمم المتحدة لحقوق الأشخاص ذوي الإعاقة، أصدر الرئيس العام محمد بخاري قانون حظر التمييز ضد الأشخاص ذوي الإعاقة لعام 2018، كرس القانون توصيات اتفاقية حقوق الأشخاص ذوي الإعاقة مع منح تعويضات عقابية لضحايا التمييز الذين يعيشون مع الإعاقة.
يحظر القانون في نيجيريا التمييز ضد الأشخاص ذوي الإعاقة ويعاقب المخالفين بالغرامات،  تم تحديد فترة انتقالية مدتها خمس سنوات لتعديل وسائل الراحة وخاصة في المباني العامة وتثبيت الأدوات المساعدة في المركبات لجعلها في متناول الأشخاص ذوي الإعاقة.

## اللجنة الوطنية للأشخاص ذوي الإعاقة
تماشياً مع مشروع قانون عام 2018، وافق الرئيس محمد بخاري على إنشاء اللجنة الوطنية للأشخاص ذوي الإعاقة، وتعيين جيمس لالو أمينًا تنفيذيًا لها، تهدف اللجنة الوطنية للأشخاص ذوي الإعاقة إلى:  منع التمييز ضد الأشخاص ذوي الإعاقة، وجعل كل واحد منهم يتمتع بحقوق وفرص متساوية مثل نظرائهم من غير ذوي الإعاقة.